# Leenrecht (feodaal recht)
Het leenrecht of feudum (latijn) was de rechtstak die vanaf de achtste eeuw na Christus vorm gaf aan het feodale leenstelsel. Het leenrecht regelde de rechten en plichten tussen de eigenaar van landerijen en bebouwingen en de persoon die een gebied in beheer kreeg, in deze rechtsverhouding heetten zij leenheer en leenman. 
Het leenstelsel had zich in de praktijk ontwikkeld om grote gebieden, zoals het Frankische rijk, vanuit het centrale gezag ook lokaal te kunnen besturen. Basis van het leenrecht was de persoonlijke band tussen een centrale machthebber, de leenheer en zijn plaatselijke vazallen, de leenmannen. De leenmannen kregen van de leenheer landerijen en rechten in leen en mochten de opbrengsten daarvan gebruiken voor levensonderhoud en bewapening. Ook kregen leenmannen bestuursrechtelijke functies zoals schout, plebaan of stadhouder. Als schout mocht een leenman vaak plaatselijke verordeningen vaststellen. De leenman verplichtte zich tot trouw aan zijn heer en tot militaire dienst. In de loop der tijd deelden leenmannen hun leengebied op in kleinere eenheden en leenden dat uit aan onder-leenmannen, ook werden leenrechten vererfbaar.
Men vond de rechtsregeling in plaatselijk gewoonterecht, costume genoemd. Stierf de leenman, dan had diens oudste kind van het mannelijk geslacht, als opvolger, het recht op dat leen, boven een buitenstaander. Kinderen van het vrouwelijk geslacht waren uitgesloten van vererving. Wanneer er geen opvolgelingen meer waren, ging het leen meestal naar een ander, waarbij deze doorgaans een pandsom moest aflossen aan de leenheer. In een groot aantal gevallen werden deze afspraken vastgelegd in een meervoudig verslag, opgemaakt door een griffier of een baljuw. Zo'n verslag werd in het graafschap Vlaanderen een denombrement genoemd. Het gebeurde echter ook dat de heer de grond weer naar eigen beheer trok.
Vóór de Franse Revolutie kenden de Nederlanden verschillende gewoonterechtsgebieden, waar verschillende costumes of costuimen heersten. Met de revolutionaire hervormingen werd de feodaliteit afgeschaft en ook de regionale costumen. In de plaats kwam een centraal geschreven wetgeving, de zogenoemde Code Napoléon, met een heel nieuw eigendomsbegrip. Daarmee werd de grondslag gelegd van het zogenaamde statutaire recht. Overigens werden ook sommige oude costumen in de nieuwe wetgeving opgenomen (codificatie). 